# Ernesto Sevilla

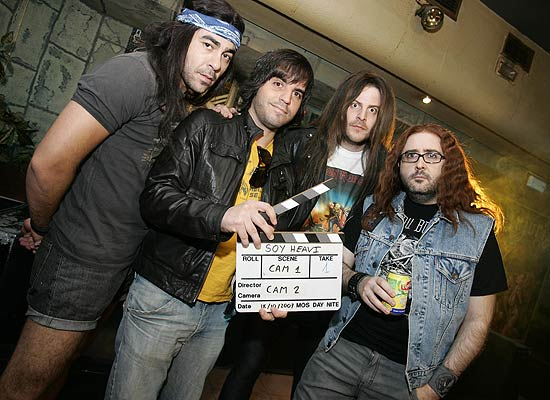
Pablo Chiapella, Ernesto Sevilla, Raúl Cimas y Carlos Areces durante la grabación de Muchachada Nui.

Ernesto Sevilla López (Albacete; 16 de mayo de 1978) es un director, actor, humorista, guionista y presentador de televisión español.

## Biografía
Licenciado en Bellas Artes por la facultad de Bellas Artes de Cuenca, empezó en el año 1996 protagonizando el anuncio del Internet Mix, recopilatorio de Max Music. Comenzó como guionista del canal Paramount Comedy en España gracias a Santiago de Lucas, realizador en la cadena, el cual dijo a sus jefes que Ernesto tenía mucho talento y que había escrito una serie entera, aunque era mentira. Consiguió un trabajo como guionista y recomendó a Joaquín Reyes, que empezó como monologuista y terminó teniendo un programa propio: La hora chanante. Posteriormente, Ernesto y Joaquín empezaron a incluir en sus guiones a sus amigos de la universidad de Cuenca: Julián López, Raúl Cimas, Carlos Areces... y así nació el formato de culto que se vendió a La 2 como Muchachada Nui. Uno de sus personajes más memorables en el programa fue El Gañán, una parodia de los típicos campesinos o gente sencilla de zonas rurales de La Mancha, con sus típicos dejes, frases y expresiones.
Es hijo y nieto de maestros. Su padre aprobó la oposición de inspector de educación con apenas 25 años. En 1967 ya se había instalado en Albacete y empezó a trabajar mano a mano con profesores. En 2016, Gabriel Sevilla colaboró en un sketch de su hijo en El hormiguero.
Ernesto pertenece al denominado "El cuarteto de Albacete", un grupo de humoristas formado por él mismo, Joaquín Reyes, Pablo Chiapella y Raúl Cimas.
Ha colaborado en varios cortos con Nacho Vigalondo, en un videoclip del grupo Deluxe y películas como Estirpe de tritones, de Julio Suárez, Pagafantas, Campamento Flipy, Spanish Movie, El gran Vázquez o Torrente 4. Ha participado asimismo en el videoclip "Mamá Tierra" de Macaco, en colaboración con National Geographic, junto a otros muchos rostros conocidos, y que fue estrenado con motivo del día internacional de la Tierra. También colaboró en un programa de Pasapalabra.
Presentó y dirigió el concurso Smonka! en Paramount Comedy, y copresentó junto a Kira Miró el contenedor de series juveniles Cuatrosfera en Cuatro. También intervino como "la voz en off" en A pelo, programa presentado por Joaquín Reyes y Raúl Cimas, en la Sexta, y en Buenafuente, en Antena 3.
Desde septiembre de 2007 hasta 2009 fue subdirector y realizador del programa Muchachada Nui, en La 2 de Televisión Española, donde interpreta a varios personajes y donde además ha escrito y dirigido algunos de los más memorables gags como: "La Secta", "Le llaman conejo", "El cómico zombie", "¿Quién mató a Springuel?", "Philip Max 1 y 2", "Los Tertulianos", "Las aventuras del joven Rappel" y "Este man esta loco".
Desde 2010 y hasta 2014 interpretó a Zeus, el hijo de Miss Coconut, en la comedia de enredo (sitcom) Museo Coconut de Neox, serie que además dirigió.
En 2013 escribió y dirigió Amour, un cortometraje para el proyecto del dúo cómico Venga Monjas Venga Monjas Directed By.
Interpreta a Teodoro Rivas en la serie de televisión La que se avecina. Su personaje, hermano de Amador Rivas, empezó con una participación de 3 capítulos donde finge estar paralítico cuando no lo está. En julio de 2015 el personaje pasó a ser fijo a partir de la novena temporada, convirtiéndose en el marido de Alba Recio, la hija de Antonio Recio y Berta Escobar.
En 2016, interviene en la película Tenemos que hablar, de David Serrano.[cita requerida]
En 2017, participa en una campaña publicitaria de Amena, como la que ya hicieron otros rostros conocidos como Tania Llasera o Risto Mejide. 
El humorista suele protagonizar momentos polémicos y virales como el del 1 de mayo de 2018, durante la celebración del Día del Trabajador, publicando una foto del rey Juan Carlos I en su cuenta personal de Instagram. 
En febrero de 2018, presenta la XXXII edición de los Premios Goya junto a Joaquín Reyes.
El 11 de septiembre de 2018 comenzó la emisión de la serie Capítulo 0, dirigida por Ernesto y protagonizada junto a Joaquín Reyes. La serie salió bajo demanda en #0 de Movistar+. En ella se parodian series de televisión de renombre con géneros definidos: ciencia ficción, detectives, sitcom... desde un punto de vista humorístico, resumiendo en capítulos de menos de media hora la trama de toda una serie.
En abril de 2019 se estrenó la película Lo dejo cuando quiera dirigida por Carlos Therón, en la que Ernesto tuvo un papel principal.
Ernesto dirige partir de mayo de 2021 el comienzo del rodaje de la película de Camera Café.

## Vida privada
Desde 2010 hasta 2012 mantuvo una relación sentimental con la actriz y presentadora Berta Collado. Posteriormente, en octubre de 2015 comenzó su noviazgo con la presentadora de Se Lo Que Hicisteis, Patricia Conde, que finalizó en 2016.

## Filmografía

### Cine
| Año  | Película                                     | Personaje              | Director             | Género            | Duración |
| ---- | -------------------------------------------- | ---------------------- | -------------------- | ----------------- | -------- |
| 2024 | Cuerpo escombro                              | Fermín                 | Curro Velázquez      | Comedia           |          |
| 2023 | La navidad en sus manos                      | Salva                  | Joaquín Mazón        | Comedia           | 1h 35m   |
| 2022 | Camera Café: la película                     | Director               | Ernesto Sevilla      | Comedia           | 1h 30m   |
| 2021 | Descarrilados                                | Pepo                   | Fernando García-Ruiz | Comedia           | 1h 38m   |
| 2020 | Hasta que la boda nos separe                 | Padre Marina           | Dani de la Orden     | Comedia           | 1h 50m   |
| 2019 | Lo dejo cuando quiera                        | Arturo                 | Carlos Therón        | Comedia           | 1h 38m   |
| 2018 | Poco Corriente (mediometraje)                | Ernesto Sevilla        | Borja Cobeaga        | Documental        | 42m      |
| 2017 | Desalia la Película (cortometraje)           | Sr. Melvin             | Ernesto Sevilla      | Comedia           | 13m      |
| 2016 | Tenemos que hablar                           | Lucas                  | David Serrano        | Comedia romántica | 1h 31m   |
| 2016 | Embarazados                                  | Tito                   | Juana Macías         | Comedia romántica | 1h 40m   |
| 2015 | Vostok (Cortometraje)                        | Nikolai                | Miquel Casals        | Ciencia ficción   | 14m      |
| 2015 | Rey Gitano                                   | Mariano                | Juanma Bajo Ulloa    | Comedia           | 1h 56m   |
| 2015 | ¿Viven? (cortometraje)                       | Gabriel                | Ernesto Sevilla      | Comedia           | 5m       |
| 2013 | Gente en sitios                              | Ernesto Sevilla        | Juan Cavestany       | Comedia           | 1h 23m   |
| 2013 | J. Kramer (Cortometraje)                     | J. Kramer              | Ernesto Sevilla      | Comedia. Acción   | 3m       |
| 2011 | La importancia de ser Ornesto (Cortometraje) | Javier Sepúlveda       | Nacho Sinova         | Comedia           | 15m      |
| 2011 | Torrente 4: Lethal Crisis                    | Camarero boda          | Santiago Segura      | Comedia           | 1h 33m   |
| 2010 | No controles                                 | Presentador campanadas | Borja Cobeaga        | Comedia romántica | 1h 40m   |
| 2010 | El gran Vázquez                              | Camarero               | Óscar Aibar          | Comedia           | 1h 46m   |
| 2010 | Campamento Flipy                             | Cirilo                 | Rafa Parbus          | Comedia           | 1h 21m   |
| 2010 | Un novio de mierda (Cortometraje)            | Novio                  | Borja Cobeaga        | Comedia romántica | 4m       |
| 2009 | Spanish Movie                                | Hombre bar 3           | Javier Ruiz Caldera  | Comedia           | 1h 29m   |
| 2009 | Tritones, más allá de ningún sitio           |                        | Julio Suárez Vega    | Comedia           | 1h 39m   |
| 2009 | Pagafantas                                   | Primo 1                | Borja Cobeaga        | Comedia romántica | 1h 20m   |
| 2007 | La gran revelación (Cortometraje)            | Scotty                 | Santiago de Lucas    | Comedia           | 19m      |
| 1999 | Cómo humillar al prójimo                     | Chico leyendo          | Ernesto Sevilla      | Comedia           | 19m      |

### Series
| Año           | Serie                | Cadena         | Personaje                       | Episodios    |
| ------------- | -------------------- | -------------- | ------------------------------- | ------------ |
| 2002-2004     | La hora chanante     | Comedy Central | Varios personajes               | 11 episodios |
| 2007-2010     | Muchachada Nui       | La 2           | Varios personajes               | 52 episodios |
| 2009          | Que vida más triste  | La Sexta       | Toni                            | 1 episodio   |
| 2010          | Impares              | Antena 3       | Diego                           | 1 episodio   |
| 2010          | Impares Premium      | Neox           | Diego                           | 1 episodio   |
| 2010-2014     | Museo Coconut        | Neox           | Varios personajes               | 33 episodios |
| 2011          | Plaza de España      | La 1           | El Melenas                      | 1 episodio   |
| 2013-presente | La que se avecina    | Telecinco      | Teodoro Rivas Latorre "DJ Theo" | 45 episodios |
| 2015          | Anclados             | Telecinco      | Bosco Figueroa Martorell        | 1 episodio   |
| 2015          | Retorno a Lilifor    | Neox           | Varios personajes               | 7 episodios  |
| 2017          | El fin de la comedia | Comedy Central | Él mismo                        | 2 episodios  |
| 2018-2019     | Capítulo 0           | Movistar Plus+ | Varios personajes               | 10 episodios |
| 2020          | Válidas              | YouTube        | Él mismo                        | 1 episodio   |
| 2020          | Por H o por B        | HBO España     | Él mismo                        | 1 episodio   |
| 2024          | 4 estrellas          | La 1           | Blasco                          | 2 episodios  |

### Programas
| Fechas        | Programas             | Cadena         | Función          |
| ------------- | --------------------- | -------------- | ---------------- |
| 2001          | Nuevos cómicos        | Comedy Central | Cómico           |
| 2004-2006     | Noche sin tregua      | Comedy Central | Colaborador      |
| 2006-2010     | Cuatrosfera           | Cuatro         | Presentador      |
| 2005-2007     | Smonka                | Comedy Central | Presentador      |
| 2008          | Salvemos Eurovisión   | La 1           | Presentador      |
| 2009          | Premios Goya 2008     | La 1           | Presentador      |
| 2010          | Enjuto Mojamuto       | Online         | Actor de doblaje |
| 2011-2016     | El club de la comedia | laSexta        | Cómico           |
| 2016          | La noche de los Oscar | Movistar Plus+ | Colaborador      |
| 2018          | Premios Goya 2017     | La 1           | Presentador      |
| 2018-2024     | La resistencia        | Movistar Plus+ | Colaborador      |
| 2024-presente | La revuelta           | La 1           | Colaborador      |

### Otros trabajos
| Fechas                   | Otros trabajos      | Tipo de producción     | Puesto                 |
| ------------------------ | ------------------- | ---------------------- | ---------------------- |
| 2015 (7 episodios)       | Retorno a Lílifor   | Serie de televisión    | Guionista              |
| 2015 (7 episodios)       | Retorno a Lílifor   | Serie de televisión    | Director               |
| 2010-2014 (33 episodios) | Museo Coconut       | Serie de televisión    | Guionista              |
| 2010-2014 (33 episodios) | Museo Coconut       | Serie de televisión    | Director               |
| 2013                     | J. Kramer           | Cortometraje           | Guionista              |
| 2013                     | J. Kramer           | Cortometraje           | Director               |
| 2009-2010 (20 episodios) | Muchachada nui      | Programa de televisión | Editor                 |
| 2007-2010 (52 episodios) | Muchachada nui      | Programa de televisión | Guionista              |
| 2007-2010 (49 episodios) | Muchachada nui      | Programa de televisión | Asistente de dirección |
| 2008 (1 episodio)        | Muchachada nui      | Programa de televisión | Soundtrack             |
| 2007 (1 performance)     | La crisis carnívora |                        | Soundtrack             |
| 2002-2006 (11 episodios) | La hora chanante    | Programa de televisión | Guionista              |
| 2002-2006 (5 episodios)  | La hora chanante    | Programa de televisión | Director               |